# TPE (кабельна система)
TPE чи Trans-Pacific Express — підводний комунікаційний кабель, що поєднує Китай, Південну Корею, Тайвань та США. Кабель, прокладений по дну Тихого океану, став першою прямою магістраллю між цими державами. Довжина кабелю склала 18 тисяч кілометрів, вартість проекту — півміль'ярда доларів. Максимальна пропускна спроможність кабелю — шість терабіт в секунду. У будівництві Trans-pacific Express брали участь шість телекомунікаційних компаній: «China Netcom», «China Telecom», «China Unicom», «Chunghwa Telecom», «Korea Telecom» і «Verizon». Також до проекту приєдналися компанії AT&T і «NTT Communications» (Nippon Telegraph and Telephone), які мають намір продовжити магістраль до Японії.
Історія
Проектування Trans-pacific Express було почате в 2006 році, коли після землетрусу на Тайвані було пошкоджено декілька кабелів, внаслідок чого більшість азійських країн залишилися без зв'язку і інтернету. До того обмін трафіком між США і Китаєм здійснювався через канали Японії і Гонконгу.
Прокладання кабелю (11 000 миль, близько 17 700 км) завершене у вересні 2008.